# Gibasis karwinskyana
Gibasis karwinskyana là một loài thực vật có hoa trong họ Commelinaceae. Loài này được (Schult. & Schult.f.) Rohweder mô tả khoa học đầu tiên năm 1956.